# HMS Trinidad (46)
«Тринідад» (46) (англ. HMS Trinidad (46) — військовий корабель, легкий крейсер типу «Коронна колонія» підкласу «Фіджі» Королівського військово-морського флоту Великої Британії за часів Другої світової війни.
Легкий крейсер «Тринідад» був закладений 21 квітня 1938 року на верфі компанії HMNB Devonport у Девонпорті. 21 березня 1940 року він був спущений на воду, а 14 жовтня 1941 року крейсер увійшов до складу Королівських ВМС Великої Британії.

## Бойовий шлях

### 1941
6 листопада крейсер зарахували до 10-ї крейсерської ескадри. У грудні «Тринідад» перейшов до Скапа-Флоу на Оркнейських островах для продовження служби.

### 1942
10 січня 1942 року «Тринідад» був призначений до складу ескорту нового конвою, що рушили до Мурманська, і перейшов до Ісландії. 10 січня він разом з есмінцями «Матабеле» і «Сомалі» у Хваль-фіорді приєднався до конвою PQ 8. 17 січня на переході в Баренцевому морі конвой зазнав атаки німецького підводного човна U-454, який потопив есмінець «Матабеле», з екіпажу якого вижило лише 2 особи, після чого конвой прибув до Мурманська.
У Мурманську 24 січня крейсер прийняв на борт 250 польських громадян і 25 січня у складі ескорту зворотного конвою QP 6 вирушив у бік Лох Ю. 1 лютого він висадив своїх пасажирів у Гриноку.
10 лютого «Тринідад» був призначений до патруля на заміну крейсера «Кенія». 11 лютого він вийшов на лінію Фарерських островів — Ісландії для перехоплення торгових рейдерів противника. 21 лютого він зайшов до Хваль-фіорду на технічне обслуговування, а 25 лютого був замінений на позиції крейсером «Шеффілд».
7 березня «Тринідад» разом з крейсером «Ліверпуль» перебував у патрулювання на південний схід від острова Ян-Маєн під час виходу німецького лінкора «Тірпіц». Після дозаправки в Ісландії крейсери спільно з крейсерами «Лондон» і «Кент» продовжили патрулювання, ці 4 крейсери стали заправниками есмінців, які брали участь у патрулюванні. 9 березня крейсер разом з есмінцями «Панджабі», «Еко» і «Ф'юрі» зустрічав зворотний конвой QP 8.
29 березня 1942 року під час супроводу конвою PQ 13 узяв участь у бою з німецькими есмінцями типу «Нарвік» Z24, Z25 і Z26. Англійський крейсер уразив і пошкодив німецький есмінець Z26, який затонув, а потім здійснив торпедну атаку. Однак одна з його торпед мала несправність, і в результаті, здійснив кілька зигзагів, уразила «Тринідад». Унаслідок «дружнього вогню» загинуло 32 людини.
«Тринідад» був відбуксований з місця зіткнення, а потім зміг власноруч дістатися Мурманська. Німецький підводний човен U-378 намагався атакувати й добити пошкоджений крейсер, але був помічений і контратакований есмінцем «Ф'юрі». Після прибуття в Мурманськ «Тринідад» пройшов частковий ремонт.
13 травня 1942 року в супроводі есмінців «Форсайт», «Форестер», «Сомалі» і «Матчлес» крейсер вирушив до берегів Британії. Інші кораблі британського флоту забезпечували прикриття на далеких підходах. 14 травня 1942 року «Тринідад» атакували понад двадцять бомбардувальників Ju 88. Усі атаки були відбиті, за винятком однієї бомби, яка влучила поблизу попереднього пошкодження, викликавши серйозну пожежу. Загинуло 63 людини, у тому числі двадцять уцілілих з крейсера «Единбург», що був затоплений двома тижнями раніше. З огляду на повне зруйнування крейсера, було прийнято рішення його затопити, і 15 травня 1942 року «Тринідад» торпедував «Матчлес», затопивши його в Північному Льодовитому океані, на північ від Нордкап.